# Orogenèse alléghanienne

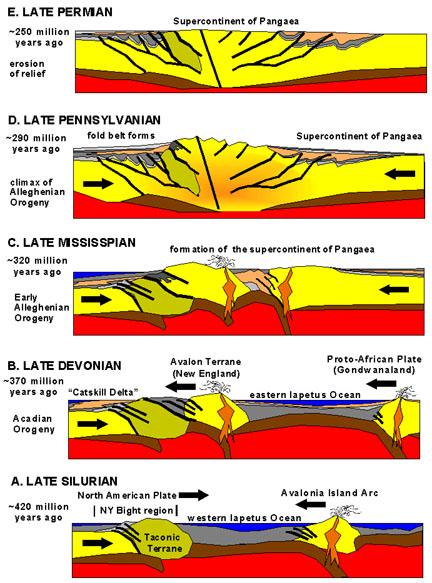
L’orogenèse alleghanienne résulte de trois collisions inter-continentales (USGS).

L’orogenèse alleghanienne ou orogenèse des Appalaches est l'un des événements géologiques ayant donné naissance aux Appalaches, aux monts Allegheny et à l’Anti-Atlas. Ce terme (Alleghany orogeny) a été proposé pour la première fois par H.P. Woodward.
L’orogenèse alléghanienne s’est accomplie entre 325 millions et 260 millions d'années en cinq phases successives de plissement entre la période Carbonifère et le Permien. L’orogenèse résulte de la collision entre la plaque africaine et la plaque nord-américaine. À l'époque, ces continents n’existaient pas encore, du moins sous leur forme actuelle : l’Amérique du Nord faisait partie de l’Euramérique, alors que l’Afrique faisait partie du Gondwana. Cette collision a formé un super-continent : la Pangée, qui pendant des millions d’années allait regrouper toutes les masses continentales émergées. La collision a provoqué cette orogenèse : les contraintes massives ont plissé la côte est de l’Amérique du Nord, donnant naissance à une grande chaîne de montagnes. Les traces superficielles de l’orogenèse alléghanienne s’étendent sur plusieurs centaines de kilomètres, de l’Alabama au New Jersey, et elles se prolongent dans le sous-sol plus loin encore au sud-ouest ; au nord, le plissement alléghanien s’étend jusqu'à Terre-Neuve. L’érosion ultérieure a arasé les sommets de la chaîne et dispersé les sédiments vers l'est et l’ouest.

## Une collision continentale
L’immensité des territoires touchés par cette collision continentale, la durée considérable du processus d’orogenèse et l’épaisseur de la couche de sédiments et de roches ignées concernées donnent à penser qu’à l’apogée du phénomène de plissement, l’altitude des Appalaches devait avoisiner celle des Alpes et des Montagnes Rocheuses avant d’être érodées,.
Au moment où les continents entraient en collision, les roches piégées entre les deux plaques ont été écrasées et chassées vers la surface : celles du versant oriental de l’Amérique du Nord ont été déversées loin vers l'intérieur de la plaque nord-américaine (et le même phénomène s'est produit sur le versant occidental du continent africain, formant ainsi les Monts Atlas du Maroc et le Sahara occidental). Près de l’interface des plaques, les contraintes tectoniques ont provoqué un métamorphisme des roches (en transformant par exemple des roches ignées et des roches sédimentaires en roches métamorphiques).
Les roches sédimentaires de l’est du Bassin des Appalaches ont été comprimées pour former des massifs montagneux perpendiculaires à la direction des forces de contact entre plaques continentales. Les déformations les plus intenses ont affecté les Appalaches méridionales (Caroline du Nord, Tennessee, Virginie et Virginie-Occidentale) : dans ces régions, outre les massifs montagneux, il s’est formé une multitude de failles. Lorsque les deux continents sont entrés en collision, des chevauchements ont provoqué l’empilement de corolles de roches concentriques, fragilisant la croûte superficielle le long de la côte est de l’Amérique du Nord sur plus de 320 km (Caroline du Nord et Tennessee principalement). Le gradient de déformation diminue en allant vers le nord. Le massif s’étend au nord en Pennsylvanie puis s'efface graduellement en descendant vers New York. Les Monts Kittatinny au nord-ouest du New Jersey marquent les confins nord-est de la chaîne de la Province de Valley and Ridge. Les déformations alléghaniennes sur les régions situées à l’est de la Province Valley and Ridge  ont dû être bien plus intenses encore ; il n’en subsiste toutefois que peu de vestiges : les roches du Mississippien, du Pennsylvanien et du Permien sont absentes du littoral atlantique.

## L'érosion ultérieure

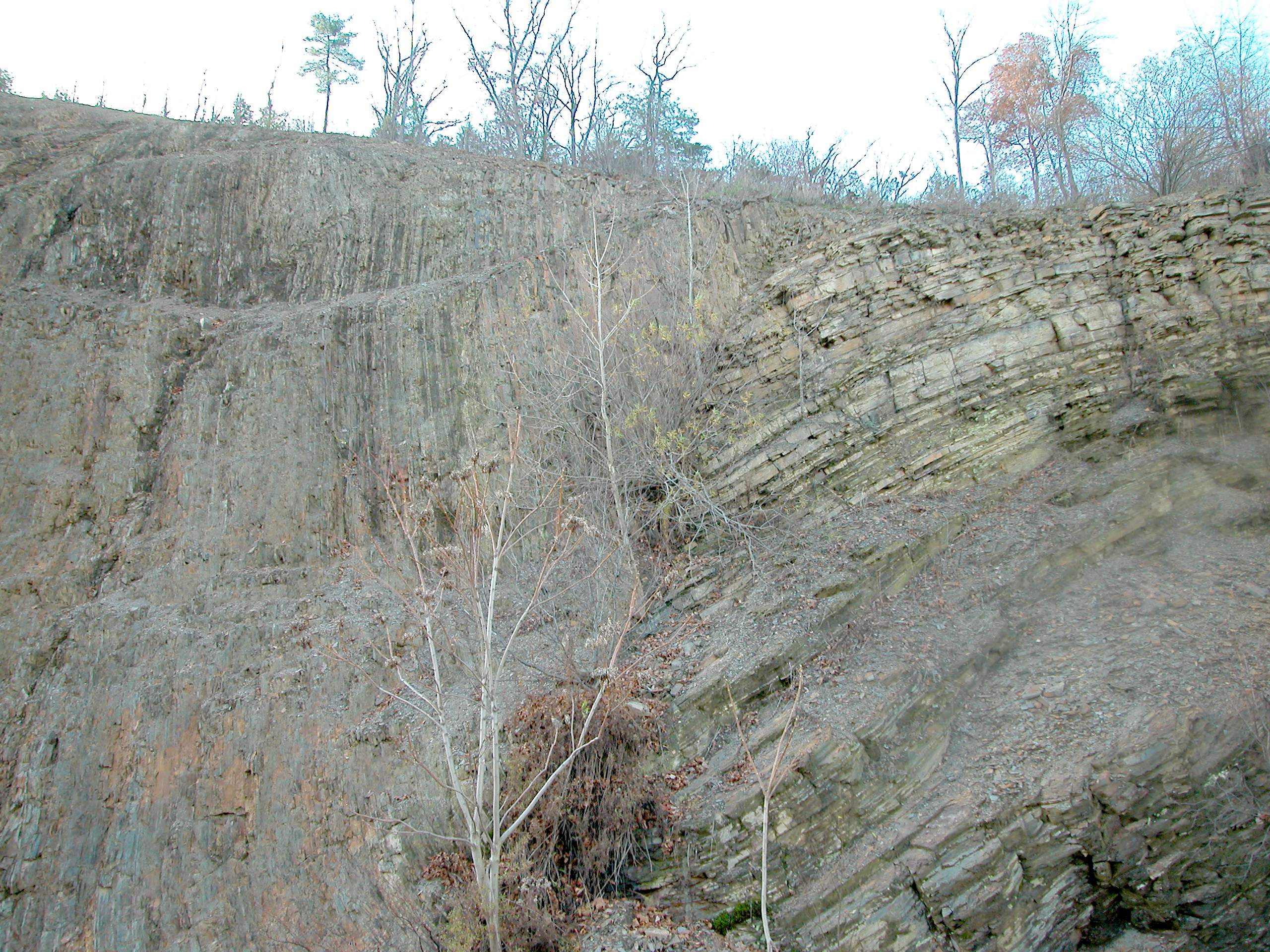
La grande faille marquant la limite entre le plateau des Allegheny et les vraies Appalaches (Williamsport).

Les montagnes formées lors de l’orogenèse alléghanienne étaient à l'origine élevées et très découpées,, mais elles ont été érodées au point que de perdre presque tout relief : ce sont les mamelons du Piedmont. Les sédiments qui avaient été transportés vers l'est ont formé la plaine côtière et une partie du plateau continental. Ainsi, la plaine côtière et le Piémont sont en grande partie des conséquences de l’érosion survenue il y a plus de 150 millions d'années.
Les sédiments transportés vers l’ouest ont formé les Allegheny et le Plateau de Cumberland, que dans ces régions on n’hésite pas à qualifier de montagnes, mais qui ne sont en fait que de simples escarpements.
Une partie des monts Alleghany résulte de la séparation de l’Afrique lors de la dislocation de la Pangée et de l’ouverture de l’Océan Atlantique : elle forme aujourd'hui l’Anti-Atlas, un massif montagneux du Maroc. L’Anti-Atlas a subi une surrection à une époque relativement récente : c’est pourquoi le relief y est beaucoup plus accidenté que du côté américain.